# Кундус-Туг
Кундус-Туг — село в Каа-Хемском кожууне Республики Тыва. Административный центр Кундус-Тугского сумона (муниципального образования «Сельское поселение Кундустугское»).

## География
Село основано у реки Малый Енисей, у впадении реки Бай-Соот, вблизи целебного источника «Кундустуг аржаан» (буквально «Бобровый источник») и месторождения золота .
Основали его русские крестьяне - братья Малышевы и Федор Чипилин, приехавшие в эти места в 1906 году. По имени Федора и стало именоваться это поселение.
К селу примыкают местечки (населённые пункты без статуса поселения) м. Ак-Даг, м. Бай-Соот, м. Даг-Баары, м. Доргун, м. Змеинка, м. Кара-Суг адаа, м. Кужур, м. Полевой Стан, м. Стоянка Хаттыг-Баалык-2, м. Тардам.
улицы
- ул. Зелёная
- ул. Новая
- ул. Песочная
- ул. Центральная

## История
В 1963 году указом Президиума Верховного Совета РСФСР село Федоровка переименовано в Кундустуг.
В 1921-1923 годах председателем сельсовета был Галкин Семён Васильевич

## Население
| 2002 | 2010 |
| ---- | ---- |
| 704  | ↘649 |

## Транспорт
Автодорога от Кызыла 93-ОП-РЗ-93К-03.

## Инфраструктура
МБОУ СОШ С. Кундустуг, детские сады «Огонёк», детский сад «Челээш».
Сельский дом культуры с. Кундустуг

## Экономика
горно-обогатительный комбинат «Тардан Голд», разрабатывающий золоторудное месторождение «Тардан» в местечке Тардам.